# Solecurtus guaymasensis
Solecurtus guaymasensis är en musselart som först beskrevs av Lowe 1935.  Solecurtus guaymasensis ingår i släktet Solecurtus och familjen Solecurtidae. Inga underarter finns listade i Catalogue of Life.